# Matija Špoljarić
Matija Špoljarić (ur. 2 kwietnia 1997 w Limassol) – cypryjski piłkarz serbskiego pochodzenia, występujący na pozycji ofensywnego pomocnika w cypryjskim klubie Aris Limassol oraz reprezentant Cypru.

## Życie prywatne
Ma dwóch braci którzy również są piłkarzami. Młodszy Danilo jest piłkarzem Apollonu Limassol i reprezentantem Cypru. Starszy Alexander jest piłkarzem klubu Karmiotissa Pano Polemidion. Reprezentantem kraju był również jego ojciec Milenko.   